# Miannay
Miannay település Franciaországban, Somme megyében. Lakosainak száma 602 fő (2022. január 1.). Miannay Acheux-en-Vimeu, Cahon, Cambron, Moyenneville és Quesnoy-le-Montant községekkel határos.

## Népesség
A település népességének változása:
| Lakosok száma | 554  | 561  | 592  | 564  | 574  | 584  | 594  | 600  | 602  |
|               | 2013 | 2015 | 2016 | 2017 | 2018 | 2019 | 2020 | 2021 | 2022 |